# Macalpinomyces pseudanthistiriae
Macalpinomyces pseudanthistiriae är en svampart som beskrevs av A.R. Patil, T.M. Patil & M.S. Patil 2004. Macalpinomyces pseudanthistiriae ingår i släktet Macalpinomyces och familjen Ustilaginaceae.   Inga underarter finns listade i Catalogue of Life.